# Campionati europei di nuoto di fondo 2012
La VI edizione dei campionati europei di nuoto di fondo si è svolta a Piombino, in Italia, dal 12 al 16 settembre 2012. La località è stata selezionata nella riunione del bureau della LEN tenutasi a Stettino nel dicembre 2011.
Le competizioni continentali del nuoto di fondo si sarebbero dovute celebrare insieme a nuoto, tuffi e sincro. La tardiva assegnazione dell'edizione 2012 (avvenuta a maggio 2011) ha portato alla scelta di tenere un evento indipendente.
Le gare si sono disputate nel tratto di mar Tirreno prospiciente a piazza Bovio, con arrivo e partenza nella stessa, che è stata anche sede della cerimonia di apertura.

## Programma
Il programma delle gare è rimasto invariato rispetto alle edizioni precedenti.
| settembre 2012 | 12          | 13 | 14                 | 15         | 16         |
| -------------- | ----------- | -- | ------------------ | ---------- | ---------- |
| Uomini         | 10 km 10:00 | -  | 5 km Squadre 10:00 | 5 km 10:00 | 25 km 9:00 |
| Donne          | 10 km 13:30 | -  | 5 km Squadre 10:00 | 5 km 13:30 | 25 km 9:15 |

## Nazioni e partecipanti
Le federazioni LEN che hanno iscritto i propri atleti alle gare erano inizialmente 26, ma si sono ridotte a 24 per la rinuncia di Belgio e Croazia; il totale dei partecipanti è stato di 108:
- Austria 1 (1 M)
- Bulgaria 1 (1 M)
- Cipro 1 (1 F)
- Francia 9 (7 M, 2 F)
- Germania 7 (4 M, 3 F)
- Gran Bretagna 5 (3 M, 2 F)
- Grecia 4 (3 M, 1 F)
- Irlanda 1 (1 M)

- Fær Øer 1 (1 M)
- Israele 4 (3 M, 1 F)
- Italia 14 (8 M, 6 F)
- Paesi Bassi 5 (4 M, 1 F)
- Polonia 1 (1 F)
- Portogallo 4 (3 M, 1 F)
- Rep. Ceca 9 (6 M, 3 F)
- Macedonia 1 (1 M)

- Russia 13 (5 M, 8 F)
- Slovenia 1 (1 F)
- Slovacchia 1 (1 F)
- Spagna 7 (3 M, 4 F)
- Svizzera 3 (2 M, 1 F)
- Turchia 3 (2 M, 1 F)
- Ucraina 7 (5 M, 2 F)
- Ungheria 5 (3 M, 2 F)

## Medagliere
| Pos.   | Paese      | Oro | Argento | Bronzo | Totale |
| ------ | ---------- | --- | ------- | ------ | ------ |
| 1      | Italia     | 4   | 0       | 3      | 7      |
| 2      | Russia     | 2   | 0       | 0      | 2      |
| 3      | Bulgaria   | 1   | 0       | 0      | 1      |
| 4      | Germania   | 0   | 3       | 1      | 4      |
| 5      | Grecia     | 0   | 2       | 0      | 2      |
| 6      | Portogallo | 0   | 1       | 0      | 1      |
| 6      | Spagna     | 0   | 1       | 0      | 1      |
| 8      | Rep. Ceca  | 0   | 0       | 2      | 2      |
| 9      | Francia    | 0   | 0       | 1      | 1      |
| Totale | Totale     | 7   | 7       | 7      | 21     |

## Risultati

### Uomini
| Evento           | Oro              | Tempo     | Argento             | Tempo     | Bronzo            | Tempo     |
| 5 km (dettagli)  | Kirill Abrosimov | 54'47"1   | Andreas Waschburger | 54'59"4   | Luca Ferretti     | 55'06"6   |
| 10 km (dettagli) | Kirill Abrosimov | 1h57'46"8 | Andreas Waschburger | 1h57'48"2 | Nicola Bolzonello | 1h57'54"0 |
| 25 km (dettagli) | Petăr Stojčev    | 5h04'02"3 | Arseniy Lavrantyev  | 5h04'05"4 | Axel Reymond      | 5h04'06"3 |

### Donne
| Evento           | Oro              | Tempo     | Argento             | Tempo     | Bronzo           | Tempo     |
| 5 km (dettagli)  | Rachele Bruni    | 1h00"56'9 | Kalliopi Araouzou   | 1h01'53"5 | Jana Pechanová   | 1h01'57"8 |
| 10 km (dettagli) | Martina Grimaldi | 2h12'23"3 | Angela Maurer       | 2h12'24"7 | Jana Pechanová   | 2h12'26"1 |
| 25 km (dettagli) | Alice Franco     | 5h31'21"9 | Margarita Dominguez | 5h31'26"3 | Martina Grimaldi | 5h31'34"6 |

### Misto
| Evento                    | Oro                                              | Tempo   | Argento                                                     | Tempo   | Bronzo                                                 | Tempo     |
| 5 km a squadre (dettagli) | Italia Rachele Bruni Simone Ercoli Luca Ferretti | 59'04"2 | Grecia Kalliopi Araouzou Marios Kalafatis Georgios Arniakos | 59'57"1 | Germania Angela Maurer Thomas Lurz Andreas Waschburger | 1h00'42"5 |

## Trofeo dei campionati
Il trofeo dei campionati (Championships Trophy), assegnato in base ai piazzamenti ottenuti dai primi sedici classificati di ciascun evento (con un massimo di due atleti per nazione), è andato all'Italia, che ha concluso la classifica davanti a Russia e Francia.
Classifica finale:
|         | Paese       | Tot. | M  | F   | Sq |
| Oro     | Italia      | 203  | 80 | 103 | 20 |
| Argento | Russia      | 123  | 66 | 43  | 14 |
| Bronzo  | Francia     | 106  | 59 | 34  | 13 |
| 4       | Germania    | 96   | 60 | 21  | 15 |
| 5       | Spagna      | 95   | 26 | 58  | 11 |
| 6       | Rep. Ceca   | 87   | 22 | 55  | 10 |
| 7       | Grecia      | 63   | 18 | 28  | 17 |
| 8       | Ucraina     | 40   | 28 | -   | 12 |
| 9       | Paesi Bassi | 31   | 31 | -   | -  |
| 9       | Ungheria    | 28   | 6  | 22  | -  |